# Різьбярство на Лемківщині
Різьбя́рство на Ле́мківщині — народне мистецтво різьби по дереву лемків має багатовікову історію. Лемківська дерев'яна різьба фігуративна та рельєфна як вид художньої творчості на Лемківщині має давні традиції. Як зазначав історик Іван Крип'якевич, ще з княжих часів побутували назви для означення різних видів деревообробки у лемків.

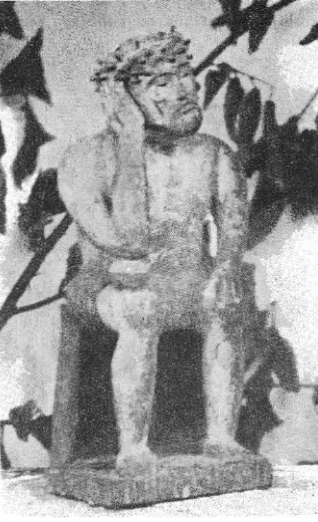
Різьблений з дерева Ісус Христос з церкви с. Лопінка

## Історія
Мистецтво різьби по дереву лемків має багатовікову історію. Лемки жили в оточенні гірських потічків, лісів, полонин, а тому з давніх часів обробляли дерево, виявляючи високий рівень майстерності, самобутню культуру. Дерев'яні промисли розвивалися природно, органічно вплітаючись у життя. Відомості різьблення лемків відомі ще з княжих часів.
Посилення ролі різьбярства відбулось завдяки економічного розвитку Австро-Угорщини з другої половини XIX століття. З ініціативи та стараннями графині Анни Потоцької з роду Дзялинських в місті Риманів (тоді Сяноцького повіту), поряд із яким знаходився маєток Потоцьких, у 1880-х роках була відкрита різьбярська школа. Одна з причин її появи — це відкриті тут у 1878 р. джерела, вода яких мала лікувальні властивості, а слідом за цим — створення відповідного лікувального закладу. Це передбачало приплив сюди людей певної категорії, які б були потенційними покупцями різьбярської сувенірної продукції. Аналогічні лічниці, оздоровниці, були і в сусідньому с. Івоничі, кількість набувачів виробів місцевих різьбярів мала зростати за рахунок тих, хто тут оздоровився.
Названа школа не проіснувала довго — сейм припинив її фінансування, і вона, підготувавши кілька різьбярів, була закрита.
Школа не стала довготривалим центром підготовки різьбярів, проте вона дала імпульс для різьбярства як професії, ремесла на Лемківщині в нових часах, стала спонукою до творення речей декоративного, сувенірного призначення на засадах традиційного народного різьбярства. Враховуючи соціально-економічну ситуацію регіону, вона сприяла розширенню тематики, збагаченню мотивів та виражальних засобів. Поміж сувенірних предметів — різьблених палиць, попільничок, плакеток тощо, з'явилась фігуративна різьба світського характеру: фігурки людей з підкресленими етнологічними атрибутами, фігурки звірів та птахів — представників карпатської фауни.
Створених до Першої світової війни збереглося мало. Після Другої світової війни їх кількість стала ще менша. У післявоєнні роки тільки незначна їх частка потрапила в музеї Польщі.

### Школи
Головні осередки різьби були в селах Вілька і Балутянка на Сяніччині, а також Білянка, Фльоринка на Горличчині, місто Криниця та інших місцевостях. Варто лише загально пригадати, що з Лемківщини відомі такі наші різьбарі, як: М. Михалишин, А. Ілаша, М. Орисик, Г. Бенча, до молодших належать О. Стецяк, В. Ордехівський, А. Орисик, А. Сухорський, М. Черешньовський, П. Стефанівський та багато інших, а серед них одне з почесних місць займає Григорій Пецух.

## Сировина
З найдавніших часів деревина на Лемківщині була важливим природним матеріалом для господарювання. Майстри різьбярства освоювали з юнацького віку, допомагаючи старшим у заготівлі лісу, зведенні споруд, виготовлення побутового начиння тощо. Лемківські майстри добре володіли технологіями деревообробництва. Працювали самостійно, родинами, або об'єднувались в гурти, товариства, цехи.
Праця майстрів-резьбярів починалася заздалегідь з підготовчих робіт. Спочатку в лісі вибирали дерево необхідної породи і стиглості. Зрубували його восени, обтинали гілля, а колоди звозили на місце розпилювання (тартаки, пилорами). Розпилені заготовки сушили на повітрі тривалий час, близько десяти років. Секрети різьбярства переходили з покоління в покоління. Передавалася і художня традиція ремесла, закладена в узагальнені стереотипи виробів (функціональна форма, конструкція, пропорціонування, декор тощо).

## Техніки
Одвірки лемківських церков, рідко прикрашанні різьбленням, а якщо й прикрашені з якихось мотивів, то були вони лаконічних обрисів — хрест або розета. Ці символи є на одвірках церкви св. Петра і Павла, XVIII ст., с. Тополя, Словаччина. Рідрісне). З XIV ст.. лемківські хати будують із різьбленими сволоками, а інколи й одвірками. Мотивами цих різьблених композицій є багатораменний хрест, розета — «сонечко» і «місяць», рідше гілочки, завитки і написи. Однакову схему розташування мотивів різьблення (у центрі розквітлий хрест, обабіч нього дуги із «закрутками») знаходимо на хатах околиць Свидника, і на хаті з Команча, збудованої 1885 року. Над дверима господарських будівель здебільшого вирізьблювали оберегові розети.
Такі різьблені мотиви були засобом привернення до хати добра і Господньої благодаті. В композиціях різьблених сволоків й одвірків тісно переплелися язичницьке і християнське світобачення лемків.
Майстри різьблення церковних іконостасів, кіотів, аналоїв, свічників, хрестів, вони працювали спільно з малярами-іконописцями в Саноку, Ліску, Ряботичах та ін. осередках. Наприклад: твори рябоцьких майстрів, живопис яких поєднаний з іконостасною різьбою. Так, тло і рама ікони «Христос Вседержитель» Івана Середницького (друга половина XVII ст.) прикрашені контурами і накладами (ажурним) різьбленням рослинних мотивів. Ажурно викораний процесійний свічник-трійця у центрі має медальйонну іконку, прикріплену до палиці-держака. Вона оточена різьбленими непомірно великими листками закруткоподібної форми. Композиція напрочуд лаконічна і виважена, але має несподіване увінчання — три чашечки, і якщо б їх уявно від'єднати, то вийде церковна патериця.
Ще один свічник подібної будови знаходиться у Шариському музеї Бардієва. Замість листків обабіч медальйону із зображенням Одигітрії розміщенні рельєфно різьбленні ангели. Припускаються зв'язки з гуцульськими майстрами XIX ст., бо своєрідний конструктивний прийом був відомий їм.
Для Південної Лемківщини характерним є ажурне різьблення тонких гілок винограду, як наприклад декоративне оточення виносної ікони з церкви села Матисова (нині в скансені Старої Любовні) й ажурне обрамлення ікони «Роза'яття» з трочанської церкви. Остання відзначається тонкістю і рафінованістю, динамічним ритмом і хвилеподібністю форм виноградної лози, що обвиває корпус ікони та контрастує з об'ємистими колонками-вишками. Загалом різьблення церуви св. Луки с. Трочани стилістично має пізньоренесансні мотиви і належить до середини XVII ст.
Високим рівнем майстерності відзначаються чотири стоячі п'ятисвічники з церкви св.. Покрови, 1871 р., с. Ганчова. Нижня частина свічників зроблена за мотивами Ренесансу (ймовірно, в XVII ст. для старої церкви), а верхня додана пізніше, наприкінці XIX ст. — в традиціях неорококо.

### Різьблені хрести
Різьбленні хрести на Лемківщині поділяються на чотири типологічних групи — ручні, напрестольні, прецесійні і придорожні. Найдавніший ручний семиконечний хрест Василя Поповича походить із села Мошанець, датований 1689 роком.
Прецесійні хрести здебільшого були з мальованими зображеннями, як, наприклад, профільований мальований хрести 1680 р. з церкви с. Воловець. Лише в XIX ст.. з'являються хрести з переважаючим різьбленим декором і поліхромуванням (процесійний хрест зі с. Репецьк, XIX ст.).

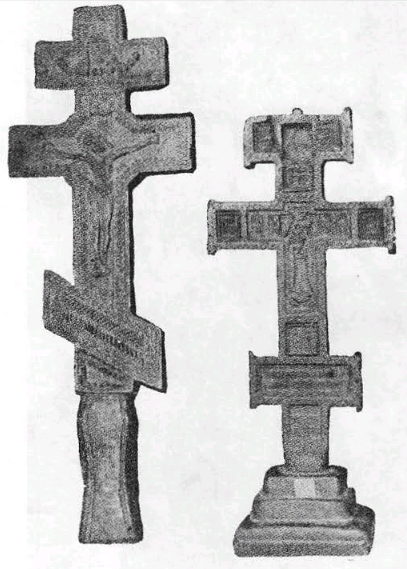
Різьбленні лемками хрести, 1718 року.

Різьблені придорожні хрести погодять з околиць Свидника і Ст. Любовні. Їх розміри — близько чотирьох метрів. Грані стовпа містять рельєфні символи — атрибути страстей Христа: чаша, терновий вінок, драбина, молоток, цвяхи, кліщі, губка і коліє, півень тощо. Декорований таким чином хрести розрахований на неспішне споглядання його подорожніми, відчитування зображень-символів, які вказують на послідовність пристрасних подій.

### Начиння
Випорядження лемківського житла і меблі були незначні — лава, ліжко, колиска, стіл, стільці, скриня, ложник, поличка тощо. Майже вся увага майстрів різьбярської справи зосереджувалася на їх тектоніці, міцності. В XIX ст. з'являються народні меблі з декоративними елементами. Найбільше оздоблювали скриню («ладу») як предмет весільного обряду. Наприкінці XIX ст. скрині різьбили геометричними візерунками, а перед Другої світовою війною малювали олійними фарбами, іноді під текстуру дерева. На південній Лемківщині скрині сакофагоподібної форми з двосхилим віком, близькі до гуцульських, словацьких і румунських, але мають інше пропорціонування: довжина мало що більша від висоти.
На Лемківщині у XIX ст. виготовляли дерев'яний посуд двох технік — бондарної і довбано-різьбленої.
Відомі осередки бондарного посуду — Бардіїв, Ст. Любовня, Свидник, Снина, Санок та ін. Крім великих і середніх бочок виготовляли дрібний господарський посуд — коновки, цебрики, гурчали, боденьки тощо. Коновки мають форму зрізаного конуса (ледь завужений верх), бувають різної величини, але обручі завжди набиті у двох місяцях. Вони служили для зберігання води, менші для молока та сметани. Маслобийки («боденьки») складаються з трьох частин — дерев'яної посудини куди наливають сметану («масничка»), накривки («верхняк») з отвором для колотівки. Маю вигляд держака з прикріпленим до цього дірчастим кружком. Лемківські боденьки майже не прикрашалися орнаментом. Основна декоративність їх полягала у досконалому пропорціонуванні частин і текстурі деревини.
Довбано-різьбляний посуд переважно виготовляли на Спиші. Традиційні форми — це «коритко» для замішування тіста у вигляді човника. Нюансне співвідношення форм спорють виступи у вигляді крил. Виготовляли також опалачки для формування («опалення» хліба), або подвійна опалачка «двоячка», художня ідея якої ґрунтується на тотожності форм. Особливою пластикою відзначаються черпаки, ложки. У другій половині XX ст. майстер-різьбяр Комар із с. Завадка виготовив черпаки циліндричної форми, ручки яких утворюють вигадливі фігурні композиції з тваринок або інших символів.
Ложники («лижники») виготовляли на Лемківщині двох конструктивних типів — поличка з отворами для ложок і поличка-коробка, куди завішували і складали ложки. Декоративними засобами були профілювання, силуетне і наскрізне вирізування, що надавало виробам різного виразу.
Знаряддя праці лемківські різьбярі позначували візерунками. В певних випадах це скромні смужки орнаментальних мотивів розет, гілок, дерев, фігурок, тварин (прес-олійниця) не слугувала для оздоблення, а більш носила оберегові властивості в праці, принесення добра й достатку, і зображення восьмиконечного скісного хреста в оточені «чарнуків» на ярмі, не тільки приналежність до православного обряду, а бажання оберегти себе від зла, прагнення Господнього заступництва.

### Іграшка
Художнє деревобраництво Лемківщини поширилось так само й на виробництво іграшок. Інколи його налагоджували одночасно із виготовленням основного асортименту (наприклад, боденьки та посуд виготовляли бондарі), в інших були майстри, які займалися винятково іграшкарством. Іграшки Південної Лемківщини мали невелику різницю з іграшками Північної. В околицях Свидника і Бардієва виготовляли для дітей прості й складні «мороки», трісачки, клепала, возики, бандарний посуд та ін.
На Північній Лемківщині іграшки виготовляли в с. Горлиці Іван Войтович (калагалці), в с. Кункові Теодор Карп'як (сопілки, трісачки, скрипки, «пукавки»), в Діщині Григорій Ридзай (тарахкальці), Василь Обшарський (маленькі валочки і товкачики), Василь Бодак з с. Потражного та ін.
До виготовлення іграшок деякі майстри прийшли не одразу. Іграшки Лемківщини були чисті, «білі» без розпису, і вся художня виразність залежала від форми, конструкції та текстури деревини.

## Дослідження

Популяризатор культури лемків — Юліян Тарнович

Думки дослідників, ранніх етапах вивчення різьбярства Лемківщини, були неоднозначними в естетичних, мистецьких оцінках цих речей. Фігуративної різьби на Лемківщині збереглося мало. Хоча ще у міжвоєнні роки, в численних капличках можна було бачити дерев'яні фігурки святих.
Більшість їх зникла, як і тих, з більш ранніх часів, про які збереглися тільки літературні відомості. Антін Будзан у монографії про різьбярство на західноукраїнських землях в розділі про давню лемківську різьбу згадує тільки фігури Христа та Марії, вирізьблені с. Загурським з Риманова і експоновані на виставці 1877 року. При цьому зазначається, що в сакральній тематиці працювали й інші. Називає також скульптора-анімаліста Володимира Війтовича.
З 1930-х років вивченням різьбярства займався Роман Райнфус. В 1906 р. етнографічна секція НТШ у Львові направляла експедицію на Лемківщину. Але об'єктом дослідження цієї експедиції не було різьбярство. Р.Райнфусу належить ряд ґрунтовних праць з цього виду народної художньої творчості.
Народну культуру Лемківщини популяризував у 1930-х pp. Юліян Тарнович. До вивчення історії лемківського різьбярства відомий сучасний дослідник Лемківщини Іван Красовський. Переважна більшість з них стверджує, що у післявоєнні роки лемківська різьба (як і народна культура в цілому) зазнала великих спустошень.
Лемки до різьбярства ставилися шанобливо. Це підтверджується не тільки збереженими пам'ятками, але й архівними записами. Старі лемки згадували, як у селах, де не було різьбярів, столярі дуже часто свої вироби прикрашали фігурними елементами, а то й різьбленням, як це робив, наприклад, Грипенько в с. Тилява (воєв. Кросно). Виявляли любов до таких речей, купляючи різьбу у мандрівних торговців. Так, купив до своєї хати різьблену капличку О.Форванець в цьому ж селі Тилява.